# Белокуров, Владимир Иванович
Владимир Иванович Белокуров (3 июня 1900, Ириновка, Саратовская губерния — не ранее 15 апреля 1958, Саратов) — советский военный разведчик, полковник.

## Биография
Родился 3 июня 1900 года в Ириновке (ныне — в Новобурасском районе Саратовской области) в русской крестьянской семье. Оканчивал сельскую школу в родном селе с 1908 до 1912. До службы в армии работал зубным техником. В Красной армии добровольно с 23 января 1919, участвовал в Гражданской войне, воевал на Восточном фронте. Служил в отдельном отряде при губернском продовольческом комитете города Уральск с января по апрель 1919, затем до октября того же года в отряде по борьбе со спекуляцией и дезертирством города Покровск, потом 94-го отдельного батальона ВОХР города Самара. Также участвовал в ликвидации отрядов В. А. Серова, красноармеец 30-го запасного полка по февраль 1921, а с марта по апрель 1922 сражался с бандитизмом в Саратовской губернии в составе курсантов 20-й Саратовской пехотной школы. С 1921 до 1923 учился в 20-й Саратовской пехотной школе.
С октября 1923 по март 1924 командир отделения, взвода по октябрь 1926), роты по апрель 1931 в 16-м стрелковом полку 6-й стрелковой дивизии Московского военного округа. Стал членом ВКП(б) в 1925. С апреля 1931 по май 1935 являлся помощником по хозяйственной части командира 40-го полка 14-й стрелковой дивизии по хозяйственной части, состоял для особых поручений, стал помощником командира разведывательного батальона механизированной бригады имени Калиновского того же военного округа. С мая 1934 обучался в Военной академии РККА, с 1935 до 1937 обучался на специальном факультете Военной академии имени М. В. Фрунзе, владел английским и японским языками. С сентября 1937 по январь 1939 находился в распоряжении РУ РККА, был прикомандирован к разведывательному отделу штаба Забайкальского военного округа, с января 1939 секретарь военного атташе при полномочном представительстве СССР в Японской империи.
Участник Великой Отечественной войны с августа 1942, начальник 3-го (информационного) отделения РО (разведывательного отдела) штаба Юго-Восточного, Сталинградского фронтов, находился на должности начальника разведывательного отдела штаба Южного фронта. Участвовал в обороне Сталинграда, Сталинградской наступательной операции, Ростовской операции. С июня до июля 1943 заместитель начальника штаба армии по разведке и начальник РО штаба 5-й ударной армии Южного фронта. Участвовал в боях по обороне рубежа по реке Миус. С июля по август 1943 заместитель начальника штаба армии по разведке и начальник РО штаба 3-й армии Брянского фронта. Участвовал в подготовке и планировании Орловской наступательной операции. С августа 1943 состоял в распоряжении начальника РО штаба этого фронта. С октября того же года служит начальником штаба 62-й механизированной бригады 8-го механизированного корпуса 2-го Украинского фронта. С апреля 1944 и до окончания войны военком и военный комендант городов, освобождённых Красной армией, при военном совете 7-й гвардейской армии 2-го Украинского фронта. С июля 1945 начальник отдела по репатриации, с декабря начальник 1-го отделения разведывательного отдела штаба 7-й гвардейской армии в Центральной группе войск. С июня 1946 в резерве штаба Тбилисского военного округа. С 9 августа 1946 в запасе, проживал в Саратове.
Дата смерти не установлена.

### Звания
- красноармеец (1919);
- капитан (1935);
- майор;
- полковник (8 октября 1940).

### Награды
- орден Ленина (21.02.1945)[4]
  - два ордена Красного Знамени (28.01.1943, 3.11.1944)
- орден Отечественной войны II степени (24.5.1945)
- медали, в том числе:
  - «За победу над Германией» (9.5.1945).

## Комментарии
1. ↑  Последняя запись в послужном списке «15.4.1958 Октябрьский РВК г. Саратова»[1].